# Fihr ibn Malik
Fihr (Arabisch: فهر) wordt tot de directe voorouders van Mohammed gerekend. In de stamboom van Mohammed van Adnan, gaat Fihr Mohammed vooraf door elf generaties.
De traditie leert dat Mohammed de zoon was van Abdallah, de zoon van Abd al-Moettalib, de zoon van Hashim, de zoon van Abd Manaf, de zoon van Qusai, de zoon van Kilab, de zoon van Murrah, de zoon van Ka'ab, de zoon van Lu'ayy, de zoon van Ghalib en de zoon van Fihr.
Fihr verdedigde Mekka tegen de Himyaritische koning van Jemen, die de Ka'aba van Mekka naar Jemen wilde overplaatsen. Als gevolg hiervan volgde er een scherpe betrokkenheid waarin de Himyar werden verslagen en hun koning Hassan gevangen werd genomen door Fihr, voor gedurende twee jaar totdat hij zijn losgeld betaalde.
Hij is de recentste gemeenschappelijke voorouder van de Tien Beloofden voor het Paradijs.